# Wojskowa Komenda Uzupełnień w Olsztynie

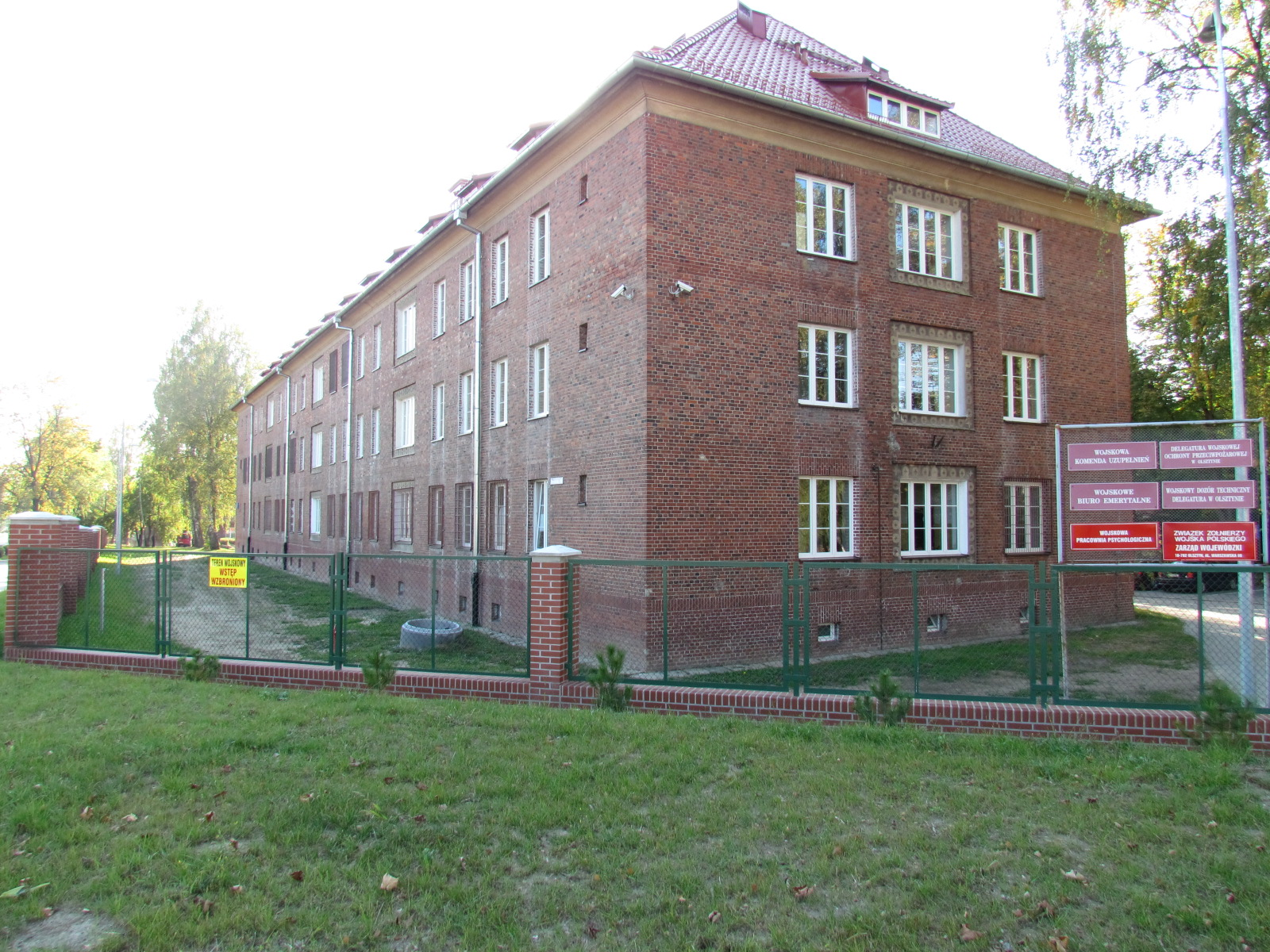
Budynek Wojskowej Komendy Uzupełnień w Olsztynie

Wojskowa Komenda Uzupełnień w Olsztynie – terenowy organ wykonawczy Ministra Obrony Narodowej w sprawach administracji wojskowej. Wojskowa Komenda Uzupełnień w Olsztynie  bezpośrednio podlega Wojewódzkiemu Sztabowi Wojskowemu w Olsztynie.

## Obszar działania

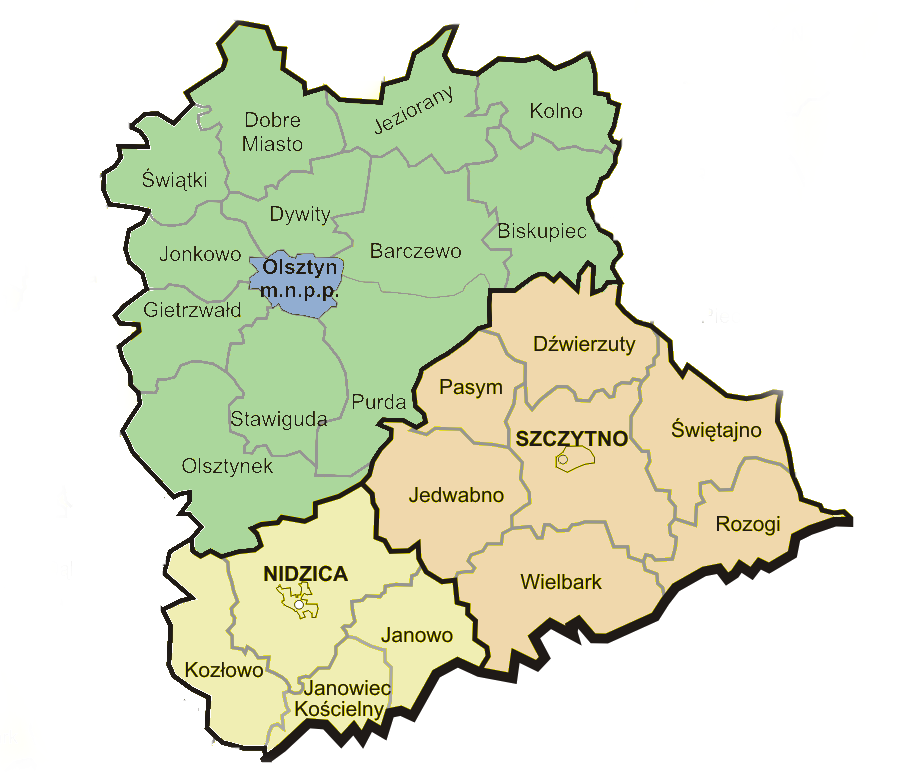
Obszar działania

Wojskowa Komenda Uzupełnień w Olsztynie administruje na obszarze 582,2 km², zamieszkanym przez 382,5 tys. ludności administracyjnie obejmuje:
- Powiat olsztyński
- Powiat szczycieński
- Powiat nidzicki
- Miasto Olsztyn

Insygnia
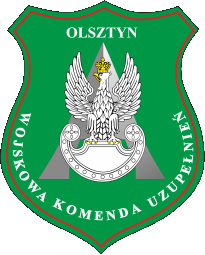
Logo
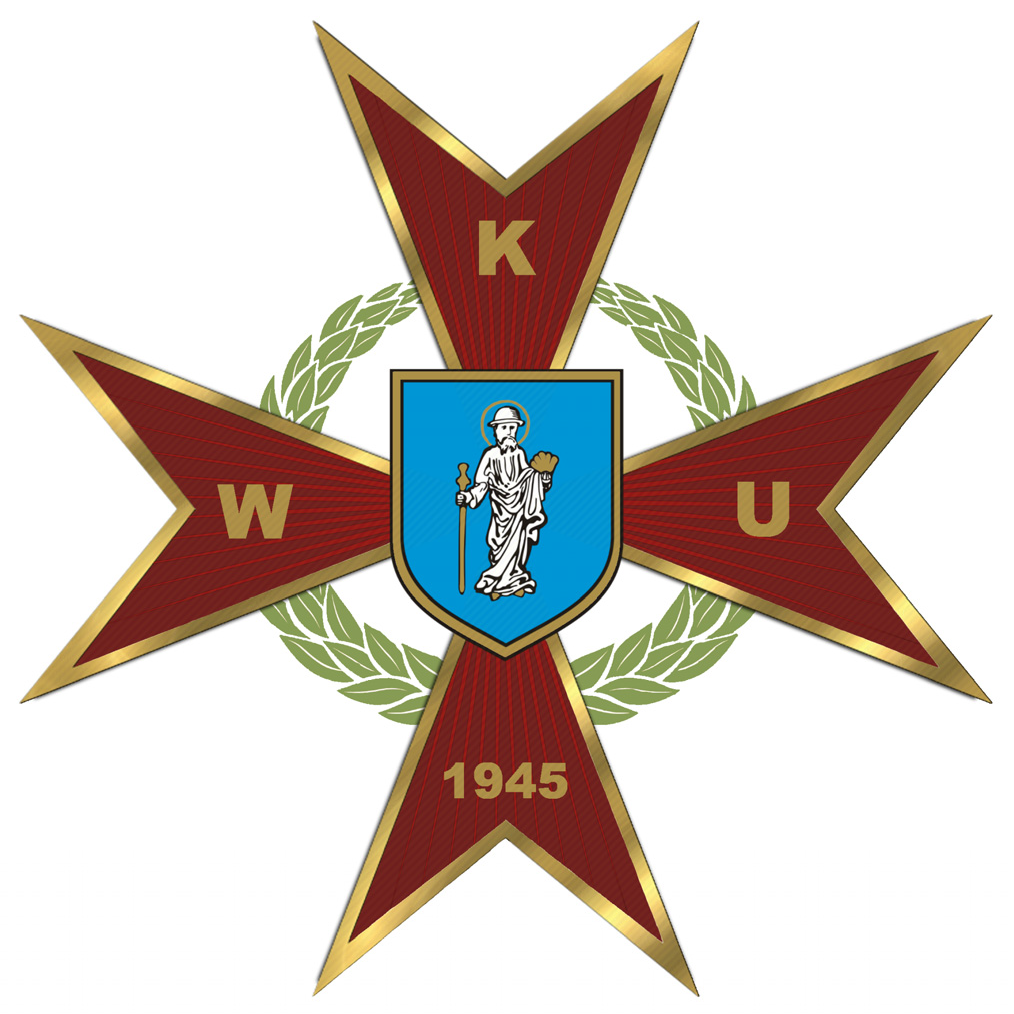
Odznaka pamiątkowa (wzór 2015)

## Struktura organizacyjna
Strukturę organizacyjną wojskowej komendy uzupełnień tworzą wydziały:
- planowania mobilizacyjnego i administrowania rezerwami;
- rekrutacji.

Do kierowniczych stanowisk wojskowych komend uzupełnień należą:
- wojskowy komendant uzupełnień;
- zastępca wojskowego komendanta uzupełnień - szef wydziału planowania mobilizacyjnego i administrowania rezerwami;
- szef wydziału rekrutacji.

## Komendanci WKU Olsztyn
Lista zawiera także komendantów WKR

1. mjr Józef Kita (1945-1947)
2. kpt. Adam Bardzo (1947-1947)
3. kpt. Stanisław Czmuchowski (1947-1949)
4. p.o. por. Mieczysław Jastrzębski (1949-1950)
5. kpt. Józef Budzisz (1950-1952)
6. kpt. Henryk Pałubiński (1952-1953)
7. kpt. Stefan Błachyj (1953-1955)
8. kpt. Leszek Łebek (1955-1957)
9. mjr Kazimierz Kejnar (1957-1966)
10. ppłk Wiktor Milkiewicz (1966-1970)
11. płk Adam Markiewicz (1970-1978)
12. ppłk Jan Cichocki (1978-1986)
13. płk Marian Kindracki (1986-1998)
14. płk dypl. Jerzy Prażmo (1998-2003)
15. ppłk Janusz Sokolnicki (2003-2006)
16. ppłk Jerzy Grądziel (2006-2007)
17. p.o. mjr Mariusz Witkowski (2007-2008)
18. ppłk Paweł Wrona (2008-2009)
19. ppłk Mariusz Sztorc (2009-2020)
20. ppłk Adam Basak (od 2020)